# فرد ألين
فرد ألين (بالإنجليزية: Fred Allen)‏ (و. 1894 – 1956 م) هو ممثل، ومقدم برامج إذاعية، وكاتب سيناريو، من الولايات المتحدة الأمريكية، ولد في كامبريدج، ماساتشوستس، توفي في مدينة نيويورك، عن عمر يناهز 62 عاماً بسبب نوبة قلبية.

## التعليم
تعلم في جامعة بوسطن.

## جوائز
حصل على جوائز منها:
- جائزة بيبودي  [لغات أخرى]‏.

## وصلات خارجية
- فرد ألين على موقع IMDb (الإنجليزية)
- فرد ألين على موقع الموسوعة البريطانية (الإنجليزية)
- فرد ألين على موقع أول موفي (الإنجليزية)
- فرد ألين على موقع قاعدة بيانات برودواي على الإنترنت (الإنجليزية)
- فرد ألين على موقع إن إن دي بي (الإنجليزية)
- فرد ألين على موقع قاعدة بيانات الفيلم (الإنجليزية)